# Dimorphotheca turicensis
Dimorphotheca turicensis là một loài thực vật có hoa trong họ Cúc. Loài này được Thell. mô tả khoa học đầu tiên năm 1923.